# Miki Nakao
Pour les articles homonymes, voir Nakao.
Miki Nakao (中尾 美樹, Nakao Miki), née le 25 juin 1978 à Nagasaki, est une ancienne nageuse japonaise spécialiste du dos.

## Carrière
Lors des Jeux olympiques d'été de 2000, elle remporte la médaille de bronze sur le 200 m dos en 2 min 11 s 05.